# Sharif Ali (Brunei)
Sharīf ‘Alī ibn ‘Ajlān ibn Rumaithah ibn Muḥammad, (auch bekannt als Barkat Ali dt.: Ali der Gesegnete) war der Dritte Sultan von Brunei und Schwiegersohn von Sultan Ahmad. Er war ein Gelehrter von arabischer Herkunft. Er stammte aus Ta'if im Hedschas,  eine Stadt im westlichen Saudi-Arabien.

Emblem von Brunei

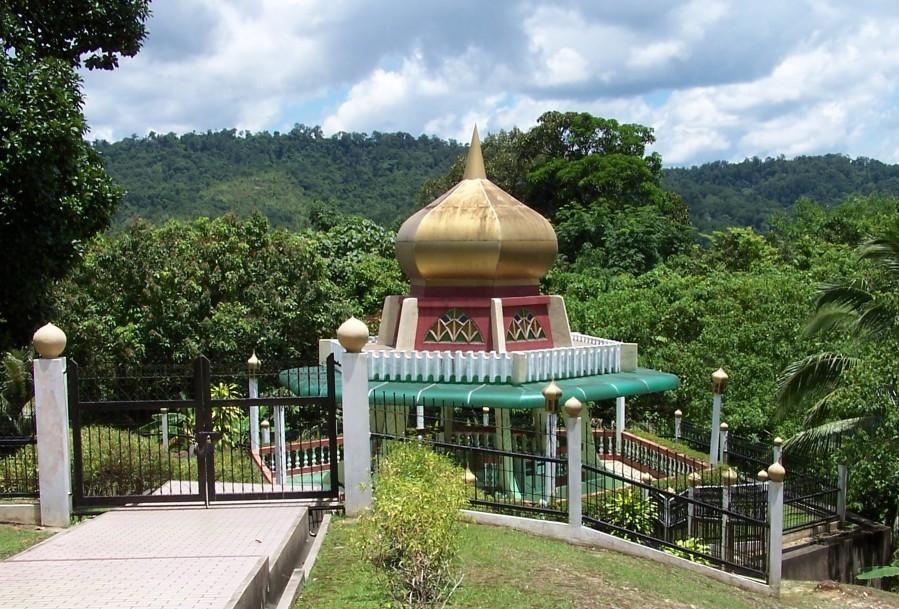
Grab von Sharif Ali, bei Kota Batu, Brunei.

## Genealogie
Sultan Sharif Ali war ein Sohn von Imam Hassan ibn Ali und ursprünglich einer der Emire von Mekka. (Sein voller Titel lautete: „Al-Amīr Sharīf ‘Alī bin Sharīf ‘Ajlān bin Sharīf Rumaithah bin Sharīf Muhammad Abū Numā’ī Al-Awwal“) Er wurde zum Vorfahren der königlichen Familien von Brunei und Sulu.

## Thronfolge
Sharif Ali gelangte 1425 auf den Thron, nachdem Sultan Ahmad ohne einen männlichen Erben verstorben war. Die Ernennung von Sharif Ali erfolgte nicht nur aufgrund der Bestimmung durch die königliche Familie, sondern auch mit Zustimmung der Bürger von Brunei und königlichen Berater. Sharif Ali wurde gewählt aufgrund seines Wissens über den Islam. Bereits unter Sultan Ahmad fungierte er als königlicher ‘ālim (arabisch عَـالِـم, Religionsgelehrter). Durch seine Heirat mit Puteri Ratna Kesuma, der Tochter von Sultan Ahmad, erlangte er eine feste Position als Sultan und Gelehrter. Er war der erste Sultan von Brunei der seine Abstammung nicht auf die früheren Sultane zurückführen konnte.

## Regierung
Sharif Ali regierte Brunei nach islamischen Prinzipien und galt als sehr gottesfürchtiger (Taqwā) Herrscher. Aufgrund seiner Popularität erhielt er den Ehrennamen „Sultan Berkat“. Als erster Sultan errichtete er eine Moschee (Masjid). Außerdem verstärkte er die Befestigung von Brunei, indem er seinen Untertanen befahl, eine steinerne Festung und Stadt zu bauen, im Gebiet des heutigen Kota Batu (Kota Batu Archaeological Park). Nach seinem Tod 1432 folgte ihm sein Sohn Sulaiman auf den Thron.

## Vermächtnis
Der Sultan führte viele Gesetze der Scharia ein und vereinheitlichte die Verwaltungsregeln durch das islamische Gesetz. Außerdem ließ er die Ausrichtung der Qibla (Gebetsrichtung, arabisch قِـبْـلَـة) festlegen und schuf ein Gesetz, das den Genuss von Schweinefleisch verbot, darauf wurde die Todesstrafe verhängt.
Neben religiösen Verordnungen wird auf Alis Regierungszeit eine Reihe weiterer Errungenschaften zurückgeführt, unter anderem die Einführung eines Emblems und Banners: das „Tunggul Alam Bernaga“, welche bis heute in Verwendung sind. Das Emblem soll unter anderem eine Seychellenpalme (coco de mer) darstellen.
Das Mausoleum von Sharif Ali liegt in der Nähe des Brunei Museum und des Mausoleums von Sultan Bolkiah, des 5. Sultans von Brunei. Sultan Hassanal Bolkiah (der 29. Sultan von Brunei) errichtete eine große Moschee  mit dem Namen „Masjid Sultan Sharif Ali“, in Wertschätzung für dessen Beiträge. Die Moschee wurde 1986 eingeweiht und steht in Kampong Sengkurong; ca. 16 km von Bandar Seri Begawan. Einige weitere Institutionen in Brunei sind nach Sultan Sharif Alis benannt, unter anderem die Sultan Sharif Ali Secondary School in Salambigar (Jalan Muara) und die Sultan Sharif Ali Islamic University.